# Felix Hebert

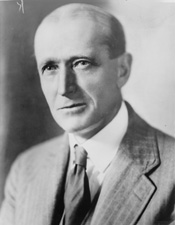
Felix Hebert

Felix Hebert (* 11. Dezember 1874 in Saint-Hyacinthe, Québec, Kanada; † 14. Dezember 1969 in Warwick, Kent County, Rhode Island) war ein US-amerikanischer Politiker. Zwischen 1929 und 1935 vertrat er den Bundesstaat Rhode Island im US-Senat.

## Werdegang
Felix Hebert wurde in der kanadischen Provinz Québec als Sohn amerikanischer Eltern geboren. Im Jahr 1880 kehrte die Familie in die Vereinigten Staaten zurück, wo sie sich in Coventry in Rhode Island niederließ. Felix besuchte die dortigen öffentlichen Schulen und danach die La Salle Academy in Providence. Zwischen 1893 und 1896 war er für die Eisenbahn als Angestellter im Frachtgeschäft tätig. Danach arbeitete er bis 1898 als Privatsekretär. Anschließend war er von 1898 bis 1906 stellvertretender Versicherungsbeauftragter der Staatsregierung von Rhode Island. Nach einem Jurastudium und seiner im Jahr 1907 erfolgten Zulassung als Rechtsanwalt begann er in Providence in seinem neuen Beruf zu arbeiten. Von 1908 bis 1928 war er Richter im vierten Gerichtsbezirk von Rhode Island. Zwischen 1925 und 1934 gehörte er auch der Gerichtskommission im Providence County an (Providence County Courthouse Commission).
Politisch schloss sich Felix Hebert der Republikanischen Partei an. Im Jahr 1928 wurde er als Kandidat seiner Partei in den US-Senat gewählt, wo er am 4. März 1929 die Nachfolge von Peter G. Gerry antrat, der ihn 1935 dort auch wieder ablösen sollte. Zwischenzeitlich leitete Hebert den Patentausschuss. Von 1933 bis 1935 war er Republikanischer Fraktionsleiter. Seine Zeit im  Kongress war von den Ereignissen der Weltwirtschaftskrise überschattet. Seit 1933 wurden die ersten der New-Deal-Gesetze der Bundesregierung unter Präsident Franklin D. Roosevelt verabschiedet. Im Jahr 1935 wurden erstmals die Bestimmungen des  20. Verfassungszusatzes angewendet, wonach die Legislaturperiode des Kongresses jeweils am 3. Januar endet bzw. beginnt. Entsprechend wurde auch der Beginn der Amtszeiten des Präsidenten auf den 20. Januar vorgezogen. Zuvor begannen die Legislaturperioden des Kongresses und die Amtszeit des Präsidenten jeweils am 4. März. Von dieser Regelung war Felix Hebert direkt betroffen, da er 1934 nicht wiedergewählt worden war und daher am 3. Januar 1935 den US-Senat wieder verlassen musste.
Nach dem Ende seiner Zeit im Kongress praktizierte Felix Hebert wieder als Rechtsanwalt. Zwischen 1944 und 1952 gehörte er dem Bundesvorstand seiner Partei an. Außerdem gehörte er zu den Beratern einer Vereinigung der Feuerversicherungsgesellschaften. Er starb am 14. Dezember 1969 in Warwick.